# Michał Sędziwój
Michał Sędziwój (Michael Sendivogius)  (2 de Fevereiro de 1566 - 1636) foi um alquimista, filósofo e médico polonês.
Um pioneiro da Química, ele desenvolveu formas de purificação e criação de vários ácidos, metais e outros compostos químicos. Descobriu que o ar não é uma substância única e contém uma substância revigoradora - mais tarde chamada de oxigênio - 170 anos antes de Scheele e Priestley. Ele corretamente identificou esse 'alimento da vida' com o gás (também oxigênio) desprendido por aquecimento do nitrato de potássio (salitre). Esta substância, o 'nitrato central', tinha uma importância central no esquema do universo de Sendivogius. Um pioneiro da química, ele também desenvolveu métodos para isolar e purificar vários ácidos, metais e outros compostos químicos.
Embora tenha se esforçado para conhecer o segredo da Pedra filosofal, não é oficialmente sabido que ele tenha tido bons resultados em sua busca. No entanto, foi feito prisioneiro diversas vezes por príncipes alemães, que o torturaram a fim de que contasse sobre seus segredos. Na década de 1590 Sendivogius esteve atuante em Praga, na famosa corte liberal de Rodolfo II. Na Polônia ele apareceu na corte do Rei Sigismundo III Vasa por volta de 1600, e rapidamente adquiriu notoriedade, uma vez que o rei polonês era também um entusiasta alquimista e chegou até a fazer experimentos com Sedziwoj. No castelo de Wawel na Cracóvia, o laboratório onde seus experimentos eram realizados ainda está intacto. Os nobres poloneses mais conservadores logo o recriminaram por encorajar o rei a gastar altas somas em dinheiro nas experiências de química. Os aspectos mais práticos de seu trabalho na Polônia envolveram o projeto de minas e fundições de metal. Seu grande relacionamento internacional o levou a ser utilizado como um diplomata por volta de 1600.
Seus trabalhos e livros, sendo o mais famoso deles 'Uma Nova Luz de Alquimia' (original em latim publicado em 1605), foram escritos na linguagem dos alquimistas, na realidade um código secreto que era compreensível apenas por outros alquimistas. Além de uma exposição relativamente clara da teoria de Sendivogius sobre a existência de um 'alimento da vida' no ar (isto é, do oxigênio), seus livros continham várias teorias científicas, pseudocientíficas e filosóficas e foram repetidamente traduzidas e divulgadas por pessoas ilustres tais como Isaac Newton no século XVIII.
Em seus últimos anos, Sędziwój passou mais tempo na Boêmia e Morávia (atualmente na República Tcheca), onde o imperador dos Habsburgos lhe havia garantido terras. Quase no final de sua vida, Sędziwój se estabeleceu em Praga, na corte de Rodolfo II, onde ele ganhou ainda mais fama como um projetista de minas e fundições de metal. Contudo a Guerra dos Trinta Anos de 1618-1648 tinha efetivamente encerrado com a era dourada da alquimia: os ricos mecenas agora gastavam seu dinheiro para financiarem a guerra ao invés de especulações sobre a química e Sendivogius morreu em um relativo esquecimento.

## Sędziwój na ficção
O primeiro aparecimento de sua personagem na ficção ocorreu em um livro de 1845 "Sędziwoj" por Józef Bohdan Dziekoński, um escritor dos tempos do Romantismo na Polônia.
Hoje em dia ele aparece em diversos livros do escritor polonês Andrzej Pilipiuk (Kuzynki, Księzniczka). Ele foi também apresentado (ligeiramente disfarçado) como o alquimista Sendivius em uma série de televisão polonesa na década de 1980.
O pintor realista polonês do século XIX Jan Matejko representou em óleo sobre tela Sędziwój demonstrando uma transmutação de um metal básico em ouro diante do Rei Zygmunt III Wasa.